# Marietta Blau
Marietta Blau (ur. 29 kwietnia 1894, zm. 27 stycznia 1970 w Wiedniu) – austriacka fizyk.

## Życie prywatne
Marietta Blau studiowała fizykę i matematykę na Uniwersytecie Wiedeńskim. W 1938 roku Blau musiała opuścić Austrię z powodu żydowskiego pochodzenia. Wyjechała do Meksyku. Warunki w Ameryce Południowej nie odpowiadały Blau, więc w 1944 przeniosła się do Stanów Zjednoczonych.

## Śmierć
Blau zmarła na raka w 1970 roku w Wiedniu. Powodem choroby mogły być jej eksperymenty z pierwiastkami radioaktywnymi lub fakt, że była uzależniona od palenia papierosów.